# 이노우에 카즈히코
이노우에 카즈히코(일본어: 井上 和彦, 1954년 3월 26일 ~ )는 일본의 성우・배우・나레이터・음향감독이다. B-BOX 소속. 가나가와현 요코하마시 출신. 일부 한국팬들 사이에서는 이노파파로 잘 알려져있다.

## 인물
1973년 《마징가Z》병사 역으로 데뷰. 1976년 《캔디 캔디》의 안소니 역으로 주목을 받는다. TV 애니메이션, 외화 더빙, 나레이션 등 각 분야에서 폭넓게 활약하며 〈이노우에 카즈히코의 성우교실〉을 개설, 10년째 되는 해 〈B-Box Actors School〉로 개명, 현재도 강사로서 성우지망생들을 지도하고 있다.
아오니 프로덕션→프로덕션 바오밥→81 프로듀스→오사와 사무소→겐키 프로젝트→B-BOX로 사무소를 이적하였다. 현재는 B-BOX의 사장을 맡고 있다. (부사장은 아내인 오치 시즈카)
만화가인 이가라시 유미코(들장미 소녀 캔디의 작가), 같은 성우인 아라카와 미나코, 여배우인 오치 시즈카와 결혼한 경력이 있다. 첫 번째 부인 사이에는 장녀와 장남이 있다. 장남은 전 쟈니즈 쥬니어인 이가라시 케이치로 그 뒤 여장 만화가, 여장 탈렌트 이가라시 나나미로 활동하고 있다. 세 번째 부인인 오치 시즈카와는 2001년 6월 27일 카마쿠라에서 결혼식을 올렸다.
코우리 다이스케와는 탈렌트 양성소 시절 같은 반이었다. 탈렌트 양성소의 강사였던 나가이 이치로의 추천으로 아오니 프로덕션에 들어갔으나 아오니 분열소동 때 토미타 코세이 측에 붙어 프로덕션 바오밥으로 이적하였기 때문에 나가이가 격노, 7년동안 말을 하지 않았다. 그 뒤 같은 작품에 출연하게 되었을 때 배우로서 성장한 것을 인정받아 화해하였다.
요코하마 시립 요코하마 상업 고등학교 졸업 후에, 프로볼러가 되기 위해 볼링장에 취직했던 경험을 살려 TBS 방송 프로그램 《머슬랭킹》에 도전한 적이 있다. 본가는 야마토시에서 찻집을 경영하고 있으며 조리사 면허증을 가지고 있다.
기본적으로 팬들도 잘 대해주는 편이지만, 후배들이나 동종업계 종사자들이 제대로 준비 안 해오거나 연기를 재대로 못하거나 하면 호되게 혼내는 불같은 성격으로 알려졌다. 그래도 선배들에겐 매우 깍듯이 대한다고 한다. 위의 아오니 분열소동 당시 그가 중심은 아니었지만 이때 그가 성격이 불같다는 사실이 밝혀졌다.
2009년 제 3회 성우 어워드 조연 남우상을 수상하였다.

## 출연작

### TV 애니메이션
1973년
- 마징가Z (병사)
- 도라에몽 (노비타네 선생님)
- 에이스를 노려라 (토도 타카유키)

1974년
- 마법소녀 메구짱（ボスの子分）※第30話
- 우주전함 야마토 (야마모토 아키라)

1975년
- 잇키우상
- UFO로보 그렌다이져（研究員）

1976년
- 캔디 캔디(동산 위의 왕자님, 안소니)

1977년
- 알로엔 프레무 크란 프리（스피드、안트네오）
- 초합체 마술로보 깅가이저 (시로긴 고로)
- 흑성로보 당가드 (東助手、久保、エバンス）
- 무적초인 점보트 3 (하야시)

1978년
- 은하철도999（アナウンサー、ゼロニモ）
- 캡틴 퓨처

1979년
- 빨간머리 앤 (길버트 블라이스)
- アニメーション紀行 マルコ・ポーロの冒険（定次郎）
- 사이보그 009 (사이보그009/시마무라 죠)
- 비타맨（プラテス）

1980년
- 우주전사 발디오스 (데빌트 미랑)
- 전설거신 이데온 (하타리)
- 톰 소여의 모험 (조세프 하버)
- 무테킹 (유키 린)

1981년
- 우루세이 야츠라 (오즈노 츠바메)
- 안녕 스핑크（시노다 료이치）
- 돈데모 전사 뮤테킹 (유키 린)
- 탓슈 캇페이 (타치바나 카오루)
- 도라에몽TV아사히판 (선생님（3대역））
- 백수왕 고라이온 (코가네 아키라)
- 태양의 어금니 다그람 (크린 카심)

1982년
- 도키도키 투나잇 (라키)
- 나파타리로!(양파 16호)※제28화
- 남쪽 무지개의 루시 (존)
- 역전 잇파츠맨 (돼지, 통역, 만화영업부원)
- 여기있어 마치코 선생님 (나카야마)
- 말괄량이 루시(존)

1983년
- 이가노 하나마루 (김시로)
- 고바리안 (크리스토)
- 스푼 아줌마 (우편배달원 얀, 프료이센 선생님)
- 마법천사 크리미마미 (타치바나 신고)

1984년
- 내일날씨를 말해줄래 (오다 크루이)
- OKAWARI-BOY 스타잔S (스타잔S、夢野星男)
- 기갑계 가리안 (우즈벤)
- 성총사 비스마르크 (빌 윌콕스)
- 세기말구세주전설 북두의 권 1 (쥬더)
- 초시공 기사단 서던크로스 (아랑 데이비스)
- 목장의 소녀 캐트리 (아키 란타)
- 마법의 요정 페르샤 (사와키 켄지)
- 부탁해 메카독 (나치 와타루)

1985년
- 푸른유성 SPT 레이즈나 (알바트로 날 에이지 아스카)
- 기동전사 Z 건담 (제리드 메사)
- 삼국지 (유비)
- 쇼와 바보이야기 아카누케 이치방 (단네 코지로)
- 터치(닛타 아키오)
- 닌자전사 토비카게 (죠・마야)
- 알프스의 장미(레온하르트・앗센바하)
- 프로골퍼 사루(켄자키 켄)

1986년
- 아파 공주 (샤록크・케이키즈)※제37화
- 삼국지II 천상을 치는 영웅들 (유비)
- 도테라만 (캐스터, 근귀, 귀신 A외)
- 하이스클 가면초（一猛打迅、草石成夫）
- 머신로보 바이칸-크로노스의 대역습 (롬 스톨)

1987년
- 붉은 광탄 질리온 (챔프)
- 아니메 삼총사 (버킹엄 공작)
- 시티헌터 (신이치)
- 세인트 세이야 (왕호)) )※제33화
- 햇살이 좋아 (무라키 카츠히코)
- 미스터 아짓코 (아시요시 타카오)

1988년
- 초음전사 보그맨 (척 스웨거)
- 맛의 달인 (야마오카 시로)
- 명문!제3야구부 (타무라 타츠로)
- 쿵후보이 친미 (웡)

1989년
- 천공전기 슈라토 (가루라왕 레이가)
- 란마1/2/란마1/2 열투편 (산젠인 미카도)
- 바람의 전사 (미부 코스케)

1990년
- 아이들 천사 어서와요 요코 (미키)
- 꼭두각시 검호전무사시로드 (료우마)

1991년
- 쨩켄맨 (아이코 아빠)
- 가득차 올때의 저쪽으로(레스리・마드후)

1992년
- 내일로 프리킥(지나)

1994년
- BLUE SEED (쿠사나기 마모루)

1995년
- 괴도 세인트 테일 (하나오카 켄이치로)

1997년
- 명탐정 코난 (다테 코시)
- 대운동회 (에릭)

1998년
- 우라야스 텟킨가족 (우메보시 큐도)
- 쾌걸증기탐정단 TV ANIMATION SERIES(스팀 킹)
- 크레용 신짱 (교다 토쿠로)
- 멋지다 마사루 (다나카 수잔 후미코, 요로시크 가면, 키타하라와도의 아버지)
- LEGEND OF BASARA (적왕)
- 프린세스 나인 (하야카와 히데히코)

1999년
- 우주해적 미토의 대모험 (미츠쿠니 카게로우)
  - 우주해적 미토의 대모험 2명의 여왕마마 (미츠쿠니 카게로우)
- 엑셀 사가 (시오지 고조)
- 오미시 마법극장 라스키&세이프티 (베젯트・서시스)
- 포켓몬스터 (우치키 박사)

2000년
- 이누야샤(용골정령)
- 그라비테이션(유키 에이리)
- 기교기전 히오우 전기(사카모토 료마)
- 날아라 앙팡맨 (부수기 만)
- 성계의 전기(비보스 형제)
- 타임보칸2000 괴도 키라메키맨 (앙뜨와네뜨)※제3화
- 명탐정 코난(시라토리 닌자부로 (2대역、제205화 - ))
- 어둠의 후예(미부 오리야)
- 육문천외 몬코레 나이트 (컬렉션 백작)

2001년
- 캡틴 츠바사(2001) (카를로스 산타나)
- 정글은 언제나 하레와 구우 (레지)
- 후르츠 바스켓 (소마 하토리)
- PROJECT ARMS (키스 화이트)
- 포켓몬스터 크리스탈 라이코우 번개의 전설 (우치키 박사、나레이션)
- 찬스 트라이앵글 섹션 (사쿠라미야 요)
- 암스 (키스 화이트)
- 성계의 전기 2 (비보스 형제)

2002년
- 아침안개의 무녀 (아마츠 타다아키)
- 최종병기 그녀 (슈지의 아버지)
- SAMURAI DEEPER KYO (무라마사)
- 갤럭시 앤젤 A (미나미 아사가야)
- 스파이럴 -추리의 끈- (나루미 키요타카)
- 전광초특급 히카리안 (히카리 대장)
- NARUTO-나루토-(하타케 카카시)

2003년
- 크르노 크루세이드 (아이온)
- 키노의 여행 (키노)
- 은하철도 이야기 (유키 와타루)

2004년
- 용의전설 레전더 (시론)
- 오늘부터 마왕 (폰 크라이스트 경 군터)
- 스쿨 럼블 (사와치카 에리의 아버지)
- tactics (와타나베 스에키치노부)
- 머나먼 시공 속에서 팔엽초 (타치바나노 토모마사)
- 블랙잭 (登駒士郎)
- 유희왕 GX (DD)

2005년
- 오늘부터 마왕 제2시리즈 (폰 크라이스트 경 군터)
- 사나다 십용사 전국영웅전설 the Animation (네즈 진파치)
- 호토리〜그저 행복을 간절히 바라。〜（(시미즈 카나메)

2006년
- Ergo Proxy（카즈키스・하우아/카즈키 스프라크시）
- 오란고교 호스트부 (타마키의 아버지)
- 은하철도 이야기 〜갤럭시 레일웨이즈〜（유키 와타루)
- 스즈미야 하루히의 우울 (타나마루 케이이치)
- 마지널 프린스〜월계수의 왕자들〜
- 유희왕 듀얼몬스터즈GX (DD)
- 요괴인간 뱀(2006년)(뱀)
- 러브겟CHU~미라클 성우백서~(야마와키 사장)
- 가정교사 히트맨 리본!(감마)

2007년
- 강철 삼국지(능조 공결)
- 슈가 바니즈(쟌)
- Darker than BLACK -흑의 계약자- (노벰버 11)
- NARUTO-나루토- 질풍전 (하타케 카카시)
- 머나먼 시공 속에서 3 다홍색의 달 (카지와라 카게토키)
- 일곱빛깔 드롭스 (아키히메 세이시로)
- Master of Epic The Animation Age(코그니트・남자, 나레이션 외)
- MOONLIGHT MILE (사루와타리 고로)
- 로미오x줄리엣 (윌리엄 셰익스피어、나레이션）

2008년
- 가정교사 히트맨REBORN(γ(감마))
- 오늘부터 마왕 (폰 크라이스트 경 귄터)
- 쿠로즈카-KUROZUKA-（居座魚)
- 서양골동양과자점 ~안티크~ (쟝 바티스트 에반)
- シュガーバニーズ ショコラ!（ジャン）
- 순정 로맨티카 (미야기 요우)
- 순정 로맨티카2 (미야기 요우)
- 나츠메 우인장 (야옹 선생)
- 포르피의 기나긴 여행 (크리스토퍼)

2009년
- 고르고13(사미 엘・퓨리・와산)
- 성검의 블랙스미스(휴고 하우스만)
- 속 나츠메 우인장 (야옹 선생)
- 미라클☆트레인〜오에도선에 어서오세요~(다이몬 테츠야)

2010년
- 레터 비 리버스(카리부스 가라드)

2011년
- 페어리테일 (길다트 크레이브)
- 나츠메 우인장 3기 (마다라)
- 길티 크라운 (케이도 슈이치로)

2012년
- 기동전사 건담 AGE(플리트 아스노 -아셈편-)
- 죠죠의 기묘한 모험 2부 전투조류 (카즈)
- 나츠메 우인장 4기 (마다라)
- 은혼 (오보로)

2014년
- 해피니스 차지 프리큐어! (디프 미러)

2021년
- 진격의 거인 (빌리 타이버)

2022년
- 귀멸의 칼날 (츠기쿠니 요리이치)

### OVA
1985년
- 우주형사 저스티(저스티 카이저드)
- 메가존23(가람)

1987년
- 더 사무라이(토라이)
- 요도전(사콘)

1988년
- 은하영웅전설(더스티 아텐보로)
- 우주의 전사(스미스)

1989년
- 풍마의 코지로(미부 코스케)
- 지구인(카게츠야)

1991년
- 마수전사 루나발가(길버트)
- 여기는 그린우드(하스카와 카즈히로)

1992년
- 겐지(미나모토노 오시츠네)

1995년
- 정령사(시키)

1997년
- 후시기 유우기 제2부(로코우)

2002년
- 머나먼 시공 속에서 자양화의 꿈(타치바나노 토모마사)

2003년
- 머나먼 시공 속에서 2 백룡의 무녀(히스이)

2004년
- 제비뽑기 언밸런스 OVA(카부라키 유우야)
- 테일즈 오브 판타지아(크라스 F. 레스터)

2005년
- 이리야의 하늘, UFO의 여름(에노모토)

2007년
- 오늘부터 마왕! R(폰 크라이스트 경 군터)

2008년
- 요츠노하(야마모토 선생)

2011년
- 비타민 X(오오토리 코지)

### 극장판
1986년
- 윈다리아(지르)
- 터치 극장판 1(닛타 아키오)

1989년
- 파이브 스타 스토리(콜러스 3세)
- 공작왕 2 환영성(코우)

1991년
- 아루스란 전기(다륜)

1996년
- 엑스 극장판(키가이 유토)

1997년
- 명탐정 코난 극장판(시라토리 닌자부로)
- 바람의 검심 -유신지사에의 진혼가-(시구레 타키미)

2001년
- 카우보이 비밥 극장판 (샤도킨즈)

2004년
- 구름의 저편, 약속의 장소(토미사와 츠네오)

2005년
- 기동전사 Z 건담 극장판1 - 별을 잇는 자(제리드 메사)
- 기동전사 Z 건담 극장판2 - 연인들(제리드 메사)
- 호토리~그저 행복을 간절히 바라~(시미즈 카나메)

2006년
- 머나먼 시공 속에서 - 무일야(타치바나노 토모마사)
- 기동전사 Z 건담 극장판3 - 별의 고동은 사랑(제리드 메사)

2007년
- 머나먼 시공 속에서3 다홍색의 달(카지와라 카게토기)

2008년
- 명탐정 코난: 전율의 악보(시라토리 닌자부로)

2010년
- 머나먼 시공 속에서3 끝없는 운명(카지와라 카게토키)

2011년
- 별을 쫓는 아이(모리사키 류지)

2014년
- 해피니스 차지 프리큐어! - 디프 미러/레드

2016년
- 너의 이름은.(타키의 아버지)

2020년
- 사랑하고 사랑바도, 차고 차이고(리오의 아버지)

2021년
- 나츠메 우인장 이시오 코시와 수상한 방문자(야옹 선생 / 마다라)

2022년
- 명탐정 코난: 할로윈의 신부(시라토리 닌자부로)

2024년
- 진격의 거인 더 라스트 어택(빌리 타이버)

### 게임
1991년
- 천사의 시 PC엔진판 (케알)

1993년
- 랑그릿사 ~광휘의 후예~ (란스)

1994년
- 에메랄드 드래곤 PC엔진판 (하스람)

1995년
- 테일즈 오브 판타지아 SFC판 (크라스 F 레스터, 트리닉스 D 모리슨)

1996년
- 제4차 슈퍼로봇대전S (호완 얀론)
- 스타오션 (아슈레이 반벨트, 제 리보스)
- 투신전 -이등신전 (바 밀리온)
- 택틱스 오우거 SS판 (카놉스)
- 인조인간 키카이다 -라스트 저지먼트- (미카엘)

1997년
- 랑그릿사I&II (란스)
- VIRUS (사지 샤딕스)
- 택틱스 오우거 PS판 (카놉스)

1998년
- 랑그릿사 드라마틱 에디션 (란스)
- 기동전사 건담 기렌의 야망 (죠니 라이덴)
- étude prologue ~흔들리는 마음의 모습~ Win·SS판 (카타기리 나치)
- 크로스 탐정 이야기 SS판 (마크 스펜서(마크 레이먼))
- 신세기 로봇 전기 브레이브 사가 (클린 카심)
- 테일즈 오브 판타지아 PS판 (크라스 F 레스터)
- 슈퍼로봇대전F (제리드 메사)

1999년
- 언젠가, 서로 겹치는 미래 (콜만 메이커 3세)
- Harlem Beat (사쿠라이 슈지)
- 슈퍼로봇대전F 완결편 (제리드 메사, 나블 하타리, 호완 얀론)
- 크로스 탐정 이야기 PS판 (마크 스펜서 (마크 레이먼))
- 피노치아가 꾸는 꿈 (알렌, 쟝 타비아)

2000년
- 서몬 나이트 (시온)
- 기동전사 건담 기렌의 야망 지온의 계보 (죠니 라이덴, 제리드 메사)
- 머나먼 시공 속에서 (타치바나노 토모마사)
- 브레이브 사가2 (클림 카심)
- 슈퍼로봇대전α (제리드 메사)
- SD건담 GGENERATIOIN-F (제리드 메사, 죠니 라이덴, 시드 안버)
- 선라이즈 영웅담R (클린 카심, 알버트로 나르 에이지 아스카)

2001년
- Fragrance Tale (솔루드)
- 슈퍼로봇대전α 외전 (제리드 메사, 호완 얀론)
- SD건담 GGENERATIOIN-F.I.F (제리드 메사, 죠니 라이덴, 시드 안버)
- 선라이즈 영웅담2 (알버트로 나르 에이지 아스카, 제리드 메사, 클린 카심)
- 서몬 나이트2 (시온)
- 슈퍼로봇대전α for Dreamcast (제리드 메사)
- 머나먼 시공 속에서2 (히스이)

2002년
- 테일즈 오브 팬덤 Vol.1 (크라스 F 레스터)
- 슈퍼로봇대전IMPACT (제리드 메사, 롬 스톨, 버스트, 죠 마야)
- 기동전사 건담 기렌의 야망 지온 독립전쟁기 (죠니 라이덴)
- 테일즈 오브 더 월드 나리키리 던전2 (크라스 F 레스터)

2003년
- ANUBIS ZONE OF THE ENDERS (딩고 이글릿)
- Angel's Feather (와카바야시 레이야)
- 머나먼 시공 속에서 반상유희 (타치바나노 토모마사)
- 백힐초화 -EPISODE OF THE CLOVER- DC판 (츠나카와 소우지)
- 기동전사 건담 해후의 우주 (죠니 라이덴)
- 선라이즈 월드 두어 from 선라이즈 영웅담 (알버트로 나르 에이지 아스카, 제리드 메사, 클린 카심)
- 나루토 나루티밋 히어로 (하타케 카카시)

2004년
- BLACK/MATRIX OO (요하네)
- 슈퍼로봇대전MX (롬 스톨)
- 나루토 나루티밋 히어로2 (하타케 카카시)
- 슈퍼로봇대전GC (알버트로 나르 에이지 아스카)
- 머나먼 시공 속에서3 (카지와라 카게토키)

2005년
- 테일즈 오브 더 월드 나리키리 던전3 (크라스 F 레스터)
- Another Century's Episode (알버트 로날 에이지 아스카)
- 신세기 용자 대전 (, 베이스)
- 머나먼 시공 속에서 팔엽초 (타치바나노 토모마사)
- 기동전사 건담 1년전쟁 (죠니 라이덴)
- NAMCO x CAPCOM (아리스 레이지)
- 요인 (카토 코타로) : 무라사키바나 카오루 (紫華薫) 명의
- Angel's Feather -흑의 잔영- (레이야드)
- Angel's Feather -호박의 눈동자- (레이야드)
- 제3차 슈퍼로봇대전α 종언의 은하로 (나블 하타리)
- 카우보이 비밥 추억의 야곡 (슈타이어)
- 머나먼 시공 속에서3 십육야기 (카지와라 카게토키)
- 물의 선율 (키리하라 타카히토)
- 나루토 나루티밋 히어로3 (하타케 카카시)
- 킹덤하츠II (엘릭 왕자(인어공주))
- 슈퍼로봇대전MX 포터블 (롬 스톨)

2006년
- 기동전사 건담 클라이맥스 U.C. (제리드 메사)
- 머나먼 시공 속에서3 운명의 미궁 (카지와라 카게토키)
- Another Century's Episode 2 (알버트 로날 에이지 아스카)
- 나루토 나루티밋 히어로 포터블 무환성의 권 (하타케 카카시)
- 일곱빛깔★드롭스 (아키히메 세이시로) : 무라사키바나 카오루 (紫華薫) 명의
- 선라이즈 영웅담3 (알버트로 나르 에이지 아스카, 제리드 메사)
- 화귀장 (쿠로타카)
- 배틀 스타디움 D.O.N (하타케 카카시)
- 판타지 스타 유니버스 (코우 타라기)
- 테일즈 오브 판타지아 풀 보이스 에디션 PSP판 (크라스 F 레스터)
- 물의 선율2 비의 기억 (키리하라 타카히토)
- 성검전설4 (놈)

2007년
- 샤이닝 포스 이쿠사 (가드폴)
- 건담 무쌍 (제리드 메사, 죠니 라이덴)
- VitaminX (오오토리 코우지)
- 나루티밋 히어로 액셀 (하타케 카카시)
- 마나케미아 ~학원의 연금술사들~ (제플 클라이버)
- 테일즈 오브 팬덤 Vol.2 (크라스 F 레스터)
- 크라이시스 코어 파이널 판타지VII (안질 휴레)
- 일곱빛깔★드롭스 pure!! (아키히메 세이시로)
- 건담 배틀 크로니클 (제리드 메사, 죠니 라이덴)
- 에이스 컴뱃6 해방에의 전화 (이리야 파스텔나크)
- SD건담 GGENERATION SPIRITS (제리드 메사, 죠니 라이덴, 시드 안버)
- 모두의 GOLF 포터블2 (로베르트)
- 나루티밋 히어로 액셀2 (하타케 카카시)

2008년
- Φ나루 어프로치2 ~1st priority~ (카타오카 카즈키)
- VitaminX Evolution (오오토리 코우지)
- 마나케미아2 ~떨어진 학원과 연금술사들~ (제플 클라에버)
- 무한의 프론티어 슈퍼로봇대전OG 사가 (아리스 에이지)
- 머나먼 시공 속에서4 (카자하야)
- 순정 로맨티카 ~사랑의 두근두근 대작전~ (미야기 요우)
- 건담 배틀 유니버스 (제리드 메사, 죠니 라이덴)
- 슈퍼로봇대전Z (제리드 메사, 데이빗 웨인)

2010년
- 마법사와 주인님 (하워드)

2013년
- 죠죠의 기묘한 모험 올스타 배틀 (카즈)

### 특촬물
- 인조인간 하카이다 - 미카엘
- 동물전대 주오저 - 지니스

### 인터넷
2006년
- 막말기관설 이로하니호헤토 (이바라기 소테츠)